# Kirbachtal mit angrenzenden Gebieten
Das Gebiet Kirbachtal mit angrenzenden Gebieten von Sachsenheim-Häfnerhaslach über Sachsenheim-Hohenhaslach bis Sachsenheim-Kleinsachsenheim, Vaihingen-Horrheim und Vaihingen-Gündelbach ist ein mit Verordnung vom 21. Mai 2003 des Landratsamts Ludwigsburg ausgewiesenes Landschaftsschutzgebiet (LSG-Nummer 1.18.099) im Gebiet der Städte Vaihingen an der Enz und Sachsenheim im baden-württembergischen Landkreis Ludwigsburg in Deutschland.

## Lage
Das Landschaftsschutzgebiet erstreckt sich über das Tal des Kirbachs. Die Mitte des etwa 3908 Hektar großen Landschaftsschutzgebiets liegt jeweils rund zehn Kilometer nordwestlich der Sachsenheimer und nördlich der Vaihinger Innenstadt. In den Flurkarten werden die Gemarkungen mit Häfnerhaslach, Hohenhaslach, Kleinsachsenheim, Ochsenbach mit Kirbachhof, Spielberg (alle zu Sachsenheim) und Gündelbach bzw. Horrheim (beide zu Vaihingen) bezeichnet.
Das Schutzgebiet erstreckt sich auf Teile des FFH-Richtlinie-Gebietes „Nördlicher Stromberg“ und des Vogelschutzgebiets „Stromberg“.

## Schutzzweck
Wesentlicher Schutzzweck ist es, das Kirbachtal mit angrenzenden Gebieten von Sachsenheim-Häfnerhaslach über Sachsenheim-Hohenhaslach bis Sachsenheim-Kleinsachsenheim, Vaihingen-Horrheim und Vaihingen-Gündelbach als landschaftlich besonders reizvolles und vielfältiges Gebiet mit herausragender Bedeutung für den Arten- und Biotopschutz und mit wichtigen Funktionen für die Erholung und den Wasserhaushalt langfristig zu schützen sowie nachhaltig naturverträglich zu entwickeln. Geschützt werden soll die Vielgestaltigkeit und Eigenart des Kirbachtales mit seinen Nasswiesen, Kopfweidenbeständen, artenreichen Grünland- und Ackerflächen und der angrenzenden Gebiete mit Magerwiesen, Streuobstbeständen, Wald- und Weinanbauflächen. Die landschaftsprägenden Bestandteile und das Landschaftsbild sollen geschützt und das Gebiet als Naherholungsraum für die Allgemeinheit gesichert werden.

## Flora und Fauna

### Flora
Aus der schützenswerten Flora ist neben den Hainsimsen-Buchenwald- und Waldmeister-Buchenwald-Gemeinschaften folgende Pflanzenart (Auswahl) zu nennen:
- Grünes Besenmoos (Dicranum viride)

### Fauna
Aus der schützenswerten Fauna sind folgende Spezies zu nennen:
- Bechsteinfledermaus (Myotis bechsteinii) eine Art aus der Familie der Glattnasen
- Dunkler Wiesenknopf-Ameisenbläuling oder Schwarzblauer Bläuling (Maculinea nausithous), ein Schmetterling (Tagfalter) aus der Familie der Bläulinge
- Großer Feuerfalter (Lycaena dispar), auch aus der Familie Bläulinge
- Heller Wiesenknopf-Ameisenbläuling, auch Großer Moorbläuling (Maculinea teleius), ebenso aus der Familie Bläulinge
- Russischer Bär oder Spanischen Flagge (Callimorpha quadripunctaria), ein Schmetterling (Nachtfalter) aus der Familie der Bärenspinner